# Ladislao II Jagellone
Ladislao II Jagellone (in polacco Władysław II Jagiełło; Vilnius, 1352 o 1362 – Horodok, 1º giugno 1434) è stato un sovrano lituano, granduca di Lituania (1377-1434) e più tardi re di Polonia dal 1386. Membro della dinastia gediminide, nato in Lituania dal granduca Algirdas e da Uliana di Tver' con il nome di Jogaila, fu allevato secondo il credo tradizionale lituano e successe al padre come granduca. In occasione del suo matrimonio con Edvige di Polonia, si convertì al cattolicesimo e cambiò il suo nome in Ladislao Jagellone. Quest'evento segnò il tassello finale per la Lituania, ultimo paese nel continente europeo ancora fedele alle religioni ataviche, nel lungo processo di cristianizzazione, tanto che dopo di lui nessun sovrano lituano abbracciò nuovamente il paganesimo.
Tramite l'unione con Edvige, Ladislao ottenne la corona di Polonia. Il suo regno, durato quasi cinquant'anni, riunì per la prima volta la Polonia e la Lituania in una unione personale e gettò le basi per la secolare unione polacco-lituana. Ladislao fu infatti il capostipite della dinastia degli Jagelloni, una casata che governò entrambi gli stati fino al 1572, divenendo una delle più influenti nell'Europa del tardo Medioevo e della prima età moderna. Nel corso del suo regno, lo stato polacco-lituano arrivò ad essere uno tra i più estesi stati del mondo cristiano.
A capo della collaborazione polacco-lituana, Ladislao dovette affrontare il crescente nemico comune costituito dallo Stato monastico dei cavalieri teutonici. La vittoria degli alleati nella battaglia di Grunwald nel 1410, seguita dal trattato di Toruń del 1411, assicurò i confini polacchi e lituani e segnò l'emergere dell'alleanza tra le due compagini come potenza significativa nell'Europa orientale. Il suo regno estese inoltre le frontiere polacche ed è spesso considerato come l'inizio del secolo d'oro polacco. Dal punto di vista della politica interna, Ladislao non riuscì però a sedare del tutto le spinte separatiste della Lituania e a ridurre il peso della nobiltà, che anzi acquisì sempre più privilegi e influenza politica.
Il giudizio storico su Ladislao ha trasmesso l'immagine di una figura controversa: nonostante sia infatti celebrato in maniera unanime nella storiografia polacca e occidentale, quella lituana tende a considerarlo in maniera più negativa. Per il suo grande impatto storico, politico e culturale, è comunque considerato uno dei più grandi sovrani dell'Europa orientale del XIV e XV secolo.

## Biografia

### Contesto storico: i primi anni in Lituania
Jogaila apparteneva alla dinastia gediminide di duchi e granduchi di Lituania: suo padre era Algirdas, sovrano della Lituania che regnò dal 1345 al 1377, figlio a sua volta di Gediminas, mentre sua madre era Uliana di Tver'. Poco si sa della sua infanzia e persino il suo anno di nascita è incerto. Precedentemente gli storici pensavano che fosse nato nel 1352, ma alcune ricerche recenti suggeriscono una data successiva, circa 1362.
Il Granducato di Lituania appariva agli occhi degli osservatori esterni come un'entità politica composta da due gruppi etnici molto diversi e da due sistemi politici: la Lituania vera e propria nel nord-ovest da una parte, e dall'altra i vasti territori ruteni dell'ex Rus' di Kiev, comprendenti le terre dell'odierna Ucraina, Bielorussia e parti della Russia occidentale, annesse dal granducato nel corso del secolo precedente. Seppur in una società di stampo feudale, i granduchi lituani esercitavano un potere pressoché assoluto, che era soggetto solo al controllo dei loro parenti più prossimi. Per esigenze di carattere pratico e per sedare le rivalità, però, il potere politico veniva di fatto spesso condiviso con altre figure della nobiltà locale, tanto che nelle generazioni precedenti il regno aveva assunto i tratti di una diarchia, pur sempre facente capo al granduca. Questo si verificò anche durante il regno di Jogaila, che successe a suo padre come granduca e amministrò i territori meridionali e orientali della Lituania, mentre suo zio Kęstutis continuò a governare la regione nord-occidentale con il titolo di duca di Trakai. L'ascesa di Jogaila, tuttavia, mise presto a dura prova un simile sistema che tanto bene aveva fatto nei decenni appena precedenti.
All'inizio del suo regno, Jogaila si preoccupò dei disordini interni: tra il 1377 e il 1378, Andrej di Polack, primogenito di Algirdas, sfidò l'autorità di Jogaila e cercò di diventare granduca. Nel 1380, Andrej e un altro fratello, Demetrio, si schierarono con il principe Demetrio di Russia contro l'alleanza formata da Jogaila e il condottiero e khan Mamaj. Jogaila non riuscì a supportare il tartaro, indugiando nelle vicinanze del luogo dei combattimenti, evento che rese le operazioni facili per Demetrio in uno scontro passato alla storia come battaglia di Kulikovo. Il Granducato di Mosca risultò notevolmente indebolito dalle enormi perdite subite durante la battaglia e così, nello stesso anno, Jogaila poté scatenare una lotta per la supremazia con Kęstutis senza doversi preoccupare di minacce esterne.

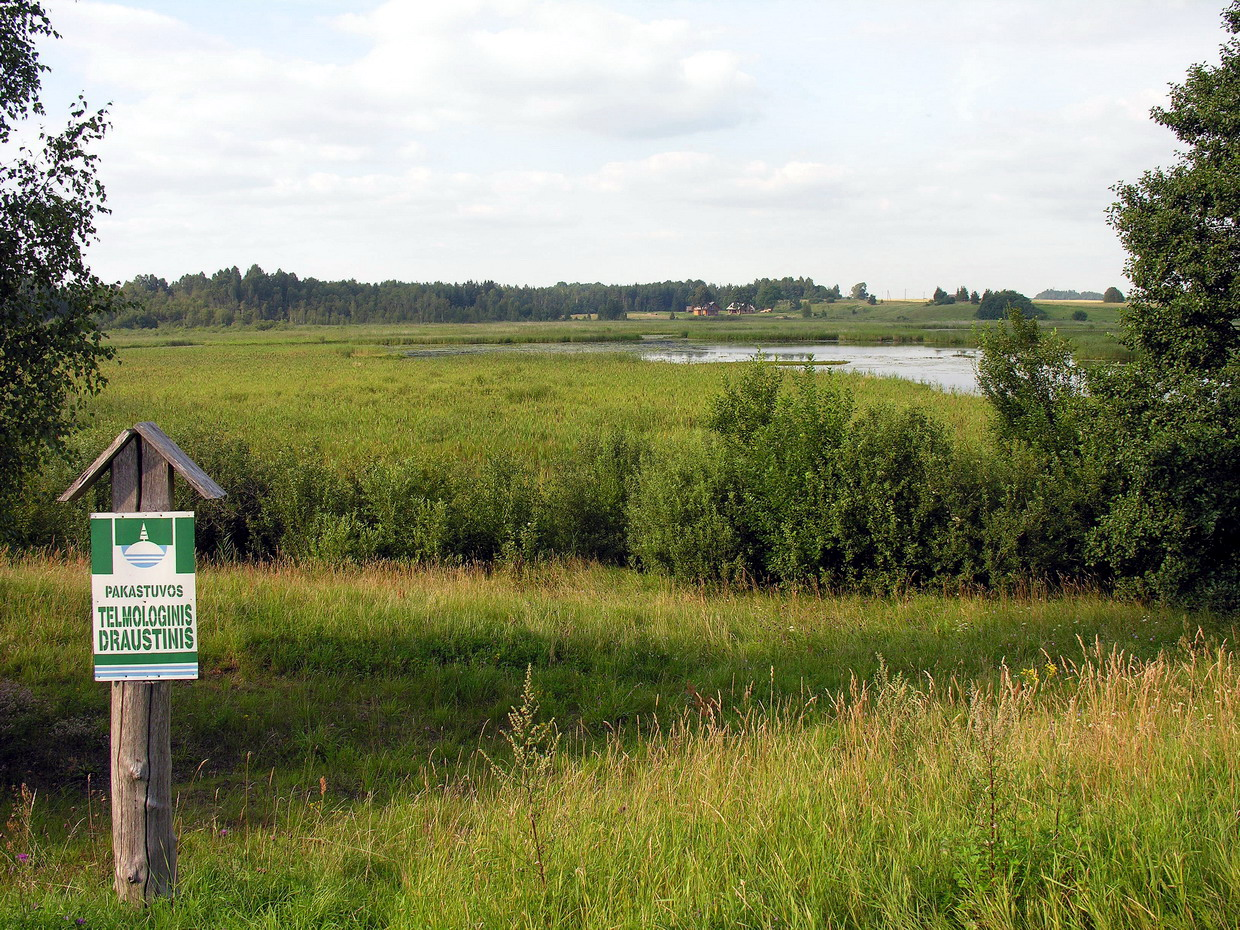
Paesaggio tipico della Samogizia, la regione geografica esposta più di ogni altra alla crociata lituana

Nel nord-ovest, la Lituania affrontò continue incursioni armate dai cavalieri teutonici nell'ambito della lunghissima crociata in cui sottomisero diverso tempo prima popolazioni autoctone quali i Pruzzi, i Nadruviani e gli Jatvingi. Nel 1380, Jogaila preferì schierarsi con il nemico e concluse così il trattato segreto di Dovydiškės, in funzione anti-Kęstutis: quando quest'ultimo scoprì il piano, scoppiò una guerra civile che durò dal 1381 al 1384. Espugnata Vilnius, l'anziano zio rovesciò Jogaila e lo rimpiazzò nel ruolo di granduca. Nel 1382, Jogaila sollevò un esercito dai vassalli di suo padre e affrontò il suo rivale vicino a Trakai: quando Kęstutis e suo figlio Vitoldo entrarono nell'accampamento del figlio di Algirdas per trattare ed evitare spargimenti di sangue, i due furono ingannati e imprigionati nel castello di Krėva. A più di ottanta anni di età, lì si spense Kęstutis, forse assassinato, una settimana dopo. Vitoldo fuggì invece alla fortezza teutonica di Marienburg e fu lì battezzato con il nome di Wigand.
Jogaila stipulò il trattato di Dubysa, col quale ricompensava l'Ordine per il loro aiuto nella campagna contro Kęstutis e Vitoldo promettendo la cristianizzazione e concedendo loro la Samogizia, una regione geografica preziosa dal punto di vista strategico ad ovest del fiume Dubysa. Tuttavia, quando Jogaila si rifiutò sistematicamente di ratificare il trattato per via delle condizioni sfavorevoli, i tedeschi invasero la Lituania nell'estate del 1383. Nel 1384, Jogaila si riconciliò con Vitoldo promettendo di restituire il suo patrimonio a Trakai e, in virtù di una simile rinnovata fiducia, quest'ultimo si rivoltò contro i cavalieri, attaccando e saccheggiando numerosi castelli prussiani.

### Battesimo e matrimonio
La madre di Jogaila, la russa Uliana di Tver', lo esortò a sposare Sofia, figlia del principe Demetrio, che gli chiese prima di convertirsi all'ortodossia. Poiché accondiscendendo a questa opzione la Lituania sarebbe finita per diventare un feudo in mano alla Moscovia, Jogaila preferì rifiutare: inoltre, i cavalieri teutonici, i quali consideravano i cristiani ortodossi come scismatici e poco più che pagani, non avrebbero smesso di compiere incursioni. Per questi motivi, il lituano guardò alla Polonia, stato da cui proveniva la proposta di accettare il battesimo secondo il rito cattolico e sposare l'allora undicenne regina Edvige (Jadwiga) in cambio della corona. I nobili della Piccola Polonia presentarono una simile offerta a Jogaila per svariate ragioni: innanzitutto, volevano neutralizzare i pericoli composti dalla stessa Lituania e proteggere i fertili territori della Galizia-Volinia. In secundis, i nobili polacchi immaginavano di porsi come portavoce per accrescere i propri, invero già numerosi, privilegi e non trovarsi impreparati in caso di attacco dei tedeschi ed evitare l'influenza austriaca, dovuta al fatto che la mano di Edvige era stata prima promessa a Guglielmo I d'Asburgo.

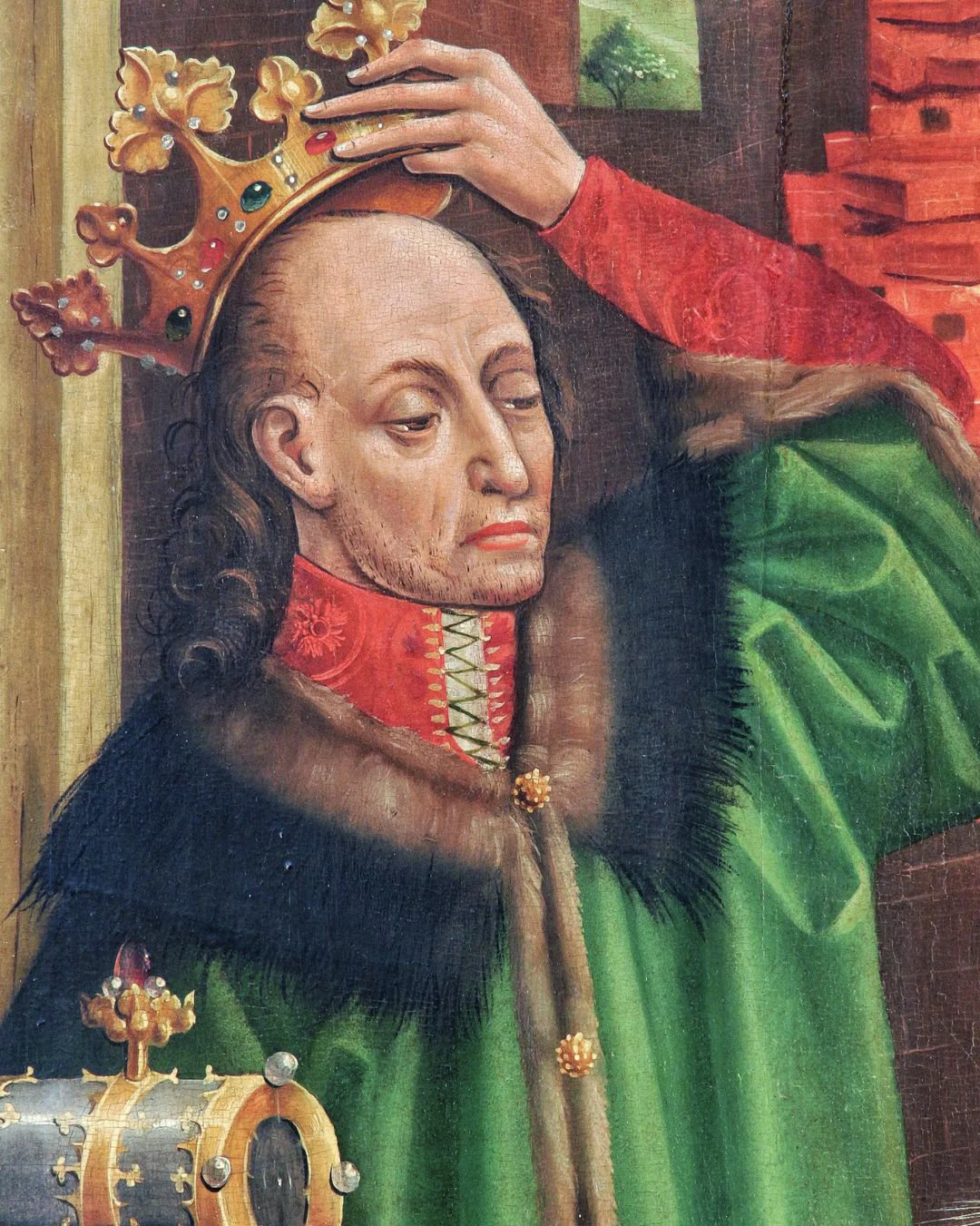
Investitura di Ladislao, dettaglio del Trittico di Nostra Signora dei Dolori nella Cattedrale di Wawel

Il 14 agosto 1385 nel castello di Krėva, Jogaila suggellò i suoi voti prematrimoniali con l'Unione di Krewo. In tale occasione, riconfermava la sua adozione al cristianesimo, la volontà di restituire le terre "sottratte" alla Polonia dai suoi vicini, e terras suas Lithuaniae et Russiae Coronae Regni Poloniae perpetuo applicare, una clausola nebulosa non bene intesa dagli storici, con cui forse si indicava, in modo poco chiaro, l'intenzione di far assumere al Regno una posizione sovrana rispetto al Granducato. L'intesa di Krėva è stata descritta sia come lungimirante che come un azzardo disperato.
Jogaila fu battezzato nella cattedrale di Wawel a Cracovia il 15 febbraio 1386 e da allora viene riportato negli atti come Ladislao Jagellone (in polacco Władysław Jagiełło e in latino Wladislaus o Ladislaus). Il nome Ladislao, di origine slava e traducibile approssimativamente come "glorioso signore", evocava sia Ladislao I di Polonia, detto il Breve, ovvero il bisnonno della regina Edvige che unificò il regno nel 1320, sia Ladislao I d'Ungheria, un re poi santificato e ricordato come sovrano illuminato che si schierò con il papa contro l'imperatore Enrico IV di Franconia e la Transilvania cristianizzata. Le nozze ebbero luogo tre giorni dopo e il 4 marzo 1386 l'uomo fu incoronato re Ladislao II Jagellone dall'arcivescovo Bodzanta (1320-1388). Fu inoltre adottato legalmente dalla madre di Edvige, Elisabetta di Bosnia, in modo da mantenere il trono in caso di morte di Edvige. Il battesimo reale innescò il cambio di fede della maggior parte della corte e dei nobili, così come i battesimi di massa nei fiumi lituani. Sebbene la nobiltà lituana si fosse convertita al cattolicesimo, sia il paganesimo che il rito ortodosso rimasero forti tra i contadini, in particolar modo in Samogizia, dove si dovette attendere il 1410 per la realizzazione della prima diocesi locale: la conversione del re e le sue implicazioni politiche ebbero, comunque sia, ripercussioni durature sulla storia della Lituania e della Polonia.

### Sovrano di Lituania e Polonia

#### Ascesa

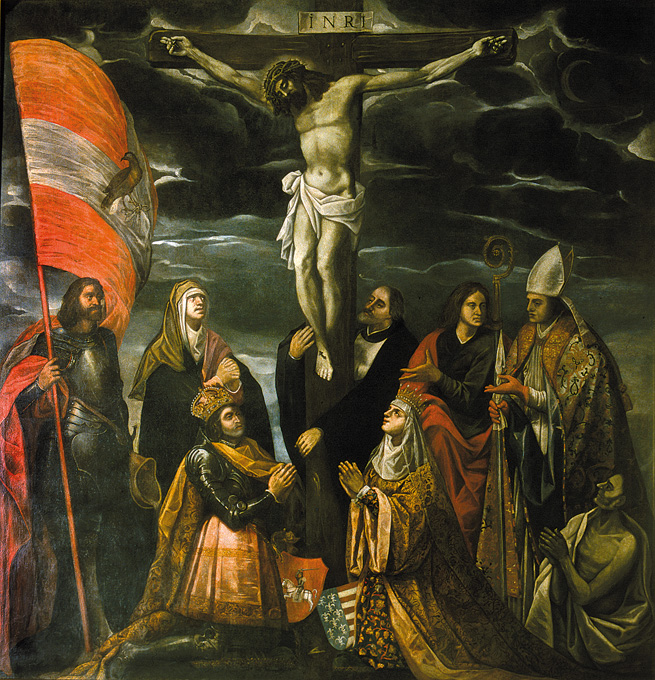
Un dipinto del XVII secolo di Tommaso Dolabella in cui Ladislao II Jagellone e sua moglie Edvige di Polonia sono ai piedi della croce

Ladislao II e la regina Edvige regnarono come co-monarchi e la seconda, sebbene probabilmente avesse poco potere effettivo, partecipò attivamente alla vita politica e culturale della Polonia. Nel 1387, la donna guidò due riuscite spedizioni militari nella Rutenia Rossa, recuperò le terre che suo padre Luigi I d'Ungheria aveva trasferito dalla Polonia all'Ungheria e ottenne l'omaggio di Petru I, Voivoda di Moldavia. Nel 1390, avviò inoltre in prima persona dei negoziati con Marienburg, capitale dello Stato monastico. La maggior parte delle responsabilità politiche, tuttavia, ricadde su Ladislao II, con Edvige che si occupava di attività culturali e caritatevoli per le quali è ancora oggi venerata come santa.
Poco dopo l'ascesa al trono polacco, Ladislao II concesse a Vilnius uno statuto cittadino sul modello di quello di Cracovia, il quale ricalcava la legge di Magdeburgo: Vitoldo concesse un privilegio alla comunità ebraica di Trakai quasi alle stesse condizioni dei privilegi concessi agli ebrei polacchi durante il regno di Boleslao il Pio e di Casimiro il Grande. La politica di unificazione dei due sistemi giuridici risultò all'inizio parziale e non uniforme, ma ottenne un'influenza duratura. Al tempo dell'Unione di Lublino nel 1569, non si riscontrerà infatti vasta differenza tra i sistemi amministrativi e giudiziari in vigore in Lituania e in Polonia.
Tra le conseguenze della conversione del nuovo re, si può annoverare l'aumento dei fedeli cattolici in Lituania a scapito degli elementi ortodossi; nel 1387 e nel 1413, per esempio, ai boiardi cattolici lituani si concessero privilegi giudiziari e politici speciali negati agli omologhi ortodossi. Quando tale processo superò il punto di non ritorno, il dualismo e la separazione tra Russia e Lituania che caratterizzeranno tutto il XV secolo risultarono ancora più netti pure in ambito religioso.

#### Avversità gestionali

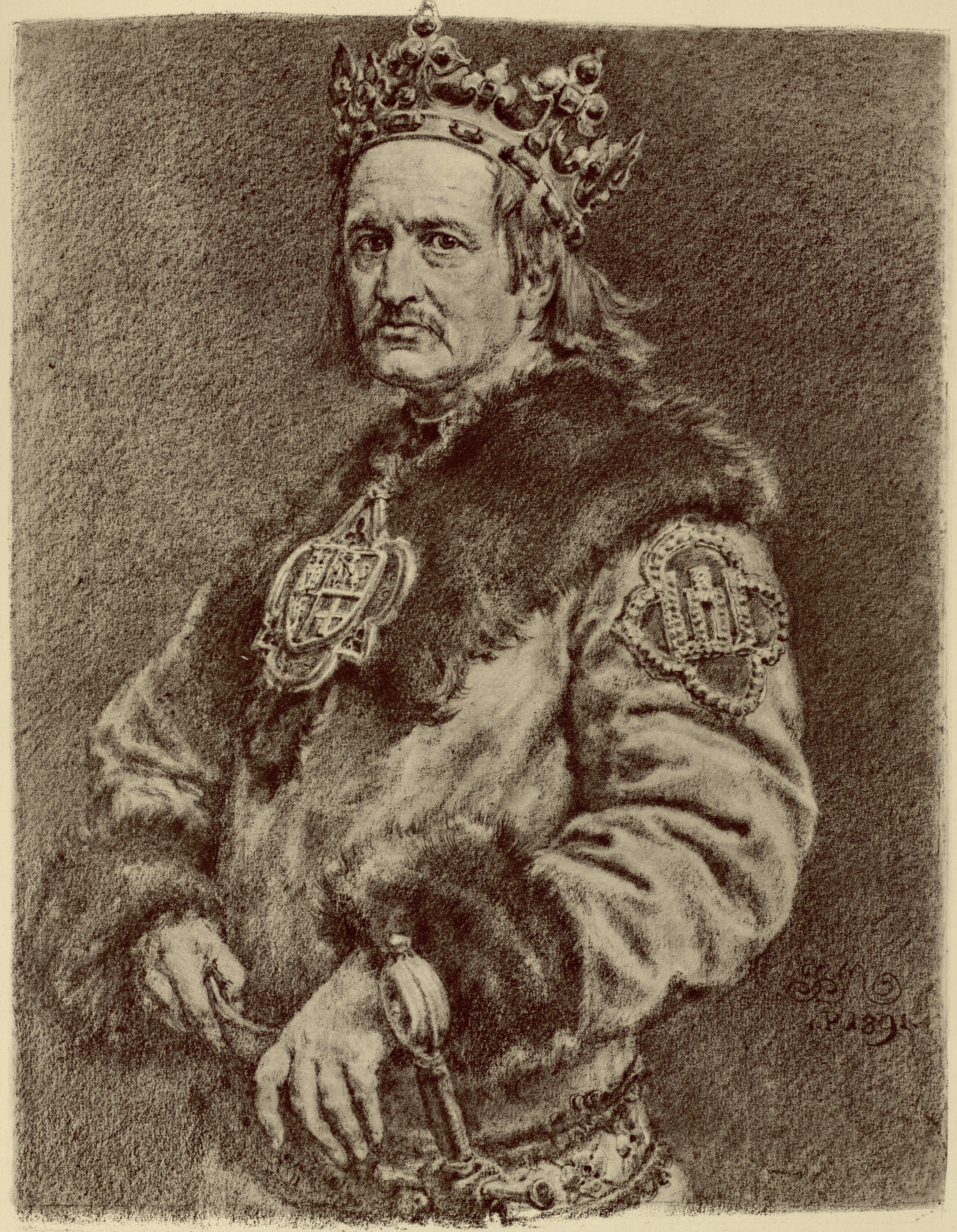
Ladislao II Jagellone di Jan Matejko

Il battesimo di Ladislao non arrestò le scorrerie ordinate da Marienburg, poiché i cavalieri teutonici sostenevano che la sua conversione non fosse sincera e proseguirono nelle loro campagne contro la popolazione lituana, a loro giudizio ancora pagana. Ladislao, dal canto suo, spronò la creazione della diocesi di Vilnius sotto il vescovo Andrzej Wasilko, in passato confessore di Elisabetta d'Ungheria. Da quel momento in poi, tuttavia, l'ordine riscontrò maggiori avversità nel sostenere la necessità di proseguire la crociata e dovette convivere con la crescente minaccia costituita dal Regno di Polonia e dal Granducato di Lituania. Il vescovato, che includeva la Samogizia, allora largamente controllata dall'ordine teutonico, fu subordinato alla sede di Gniezno e non a quella della tedesca di Königsberg. La decisione potrebbe non aver migliorato i rapporti di Ladislao con l'ordine, ma consentì legami più affini tra Lituania e Polonia, in quanto consentì alla chiesa polacca di assistere senza restrizioni la sua controparte lituana nelle sue attività in caso di bisogno.
Con l'incoronazione e l'unione di Krewo, Ladislao intendeva probabilmente unire saldamente il regno di Polonia e il granducato di Lituania sotto la sua sovranità, ma ben presto cominciarono a emergere dei malumori all'interno della famiglia granducale e della nobiltà lituana per via di un accordo che sembrava beneficiare solo la Polonia e ledere politicamente e culturalmente l'identità della Lituania. Ladislao nominò suo fratello Skirgaila duca di Trakai, per fungere da reggente in Lituania in suo nome; tuttavia, Vitoldo, figlio del precedente signore di Trakai, Kęstutis, sfidò Skirgaila, scatenando un secondo conflitto civile allo scopo di rivendicare il titolo di granduca e una maggiore indipendenza dalla corona. Il 4 settembre 1390, le forze congiunte di Vitoldo e dell'Hochmeister teutonico Konrad von Wallenrode assediarono Vilnius, sorvegliata da Skirgaila con truppe polacche, lituane e rutene. Anche se i cavalieri revocarono l'assedio del castello dopo un mese, gran parte della città esterna ne uscì distrutta. Il sanguinoso conflitto venne infine interrotto in maniera temporanea nel 1392 con il trattato di Astrava, con il quale Ladislao assegnava il governo della Lituania a suo cugino in cambio della pace: Vitoldo avrebbe governato la Lituania come granduca (magnus dux) fino alla sua morte, rispondendo delle sue attività al duca supremo (dux supremus), ovvero il monarca polacco. Skirgaila venne invece indennizzato con il titolo di principe di Kiev. Vitoldo, in principio, accettò tale intesa, ma presto cominciò a perseguire strade politiche che evitassero la subordinazione della Lituania alla Polonia.
La lunga parentesi di schermaglie tra lituani e cavalieri teutonici si concluse il 12 ottobre 1398 con il trattato di Salynas, dal nome dell'isolotto del fiume Neman dove fu siglato. La Lituania accettò di cedere la Samogizia e di assistere l'ordine teutonico in una campagna finalizzata a conquistare Pskov, mentre Marienburg acconsentì dal canto suo ad assistere la Lituania in una campagna per sottomettere Novgorod. Di lì a poco, Vitoldo venne incoronato re dai nobili locali; tuttavia, l'anno successivo le sue forze e quelle del suo alleato, il khan Toktamish dell'Orda Bianca, riportarono una disastrosa sconfitta per mano dei Timuridi nella battaglia del fiume Vorskla, ponendo fine alle sue ambizioni imperiali a est e obbligandolo a sottomettersi ancora una volta alla signoria di Ladislao.

### Re di Polonia

#### Primi passi

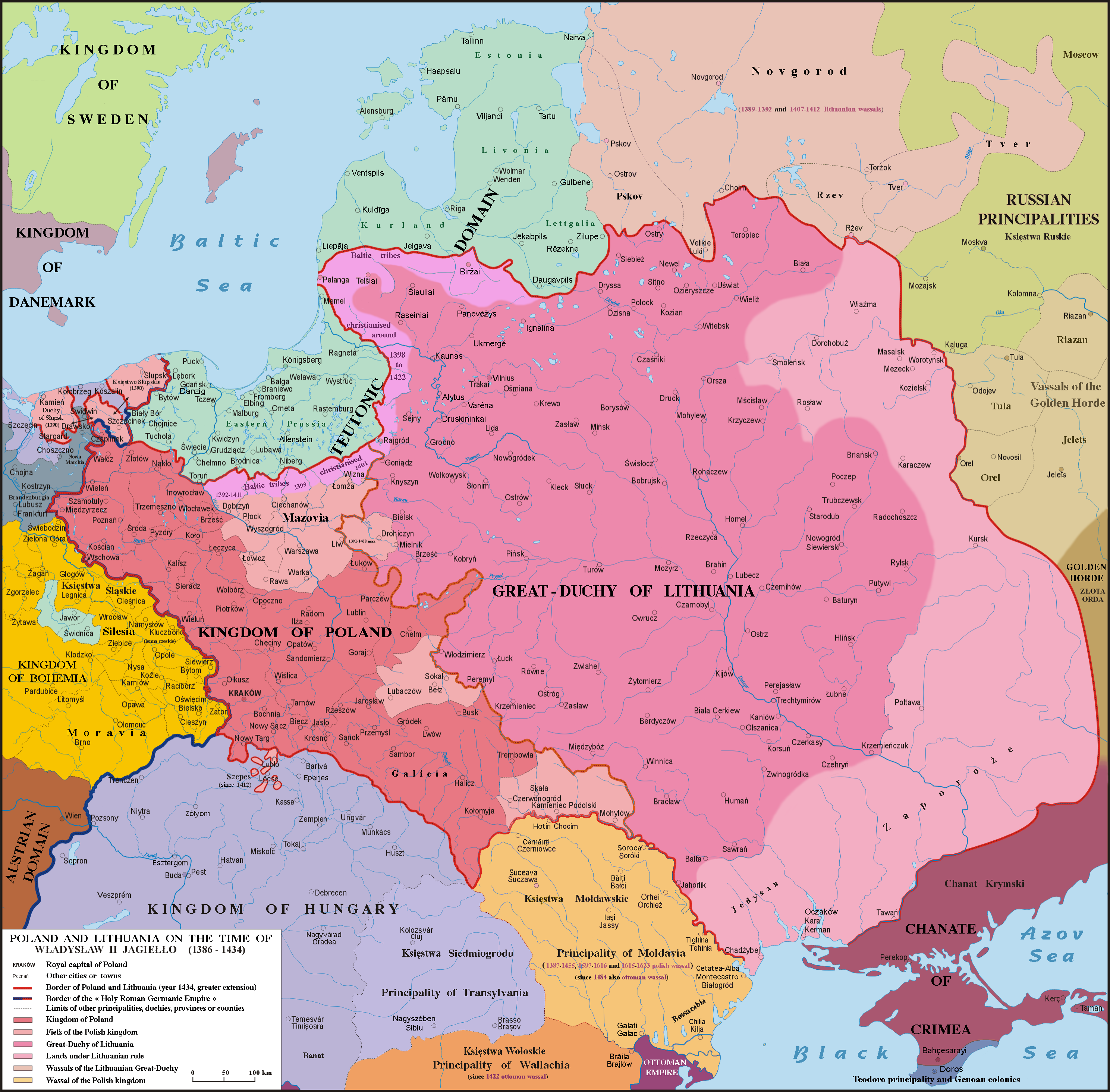
I confini della Polonia-Lituania durante il regno di Ladislao II Jagellone

Il 22 giugno 1399, Edvige diede alla luce una bambina, battezzata Elisabetta Bonifacia, la quale però spirò nel giro di un mese, così come la madre. Molti ritennero che il re avesse dunque perso il diritto alla corona con la morte di Edvige, ma non vi erano altri eredi noti degli antichi monarchi polacchi - tutti i potenziali concorrenti, prima in gran numero, non erano che lontani parenti nella Piccola Polonia e, sebbene Ladislao avesse dovuto affrontarli di tanto in tanto opposizioni, il suo status politico fu più o meno sempre accettato de iure e de facto anche dalla nuova aristocrazia che stava emergendo, quella della Grande Polonia. Nel 1402, cercò di rafforzare la sua posizione e i suoi diritti risposandosi con la slovena Anna di Cilli, nipote di Casimiro III di Polonia.
L'Unione di Vilnius e Radom del 1401 riaffermò il mandato di Vitoldo come granduca sotto la signoria di Ladislao, assicurando però il titolo di sovrano della Lituania agli eredi di Ladislao piuttosto che a quelli di Vitoldo: se Ladislao fosse morto senza eredi, i boiardi lituani avrebbero dovuto eleggere un nuovo monarca. Poiché nessuno dei due cugini aveva ancora figli, le implicazioni del patto erano imprevedibili: ciononostante, si vennero a creare delle sinergie tra la nobiltà lituana e polacca (szlachta) e un'alleanza difensiva permanente tra i due stati, rafforzando dunque la posizione della Lituania in un'ulteriore guerra scoppiata contro l'ordine teutonico, a cui ufficialmente la Polonia non partecipò. Mentre il documento lasciava intatte le libertà della szlachta, concedeva un maggiore peso specifico ai boiardi della Lituania, i cui granduchi erano stati fino ad allora scevri da controlli ed equilibri come accadeva a ovest. L'Unione di Vilnius e Radom permise quindi a Jogaila (ancora conosciuto così da quelle parti) di guadagnarsi nuovi simpatizzanti in Lituania.
Verso la fine del 1401, la nuova guerra contro l'ordine dilapidò le risorse dei lituani, che si trovarono a combattere su due fronti dopo le insurrezioni nelle province orientali e in Samogizia. Un altro dei fratelli di Ladislao, lo scontento Švitrigaila (egli aspirava infatti al trono in virtù di una presunta promessa fatta dal padre Algirdas), sfruttò quel momento per fomentare lotte intestine e dichiararsi granduca Il 31 gennaio 1402 si presentò a Marienburg in gran segreto, dove ottenne l'appoggio dei cavalieri con concessioni simili a quelle fatte da Ladislao e Vitoldo.

#### Contro l'ordine teutonico
La guerra cessò con la pace di Raciąż il 22 maggio 1404. Ladislao acconsentì alla cessione formale della Samogizia (vitale per raggiungere in confini con la Terra Mariana gestita dai cavalieri di Livonia) e giurò di sostenere i progetti dell'ordine su Pskov; in cambio, Konrad von Jungingen si impegnò a cedere alla Polonia la contesa Terra di Dobrzyń e la città di Złotoryja, in passato impegnata all'ordine da Ladislao I di Opole, e ad appoggiare Vitoldo in un'ulteriore campagna in direzione Novgorod. Entrambe le fazioni avevano ragioni pratiche per firmare il trattato in siffatta maniera e in quella finestra temporale: l'ordine necessitava di tempo per fortificare le sue terre appena acquisite, i polacchi e i lituani per affrontare le sfide territoriali contro la Moscovia e in Slesia.
Sempre nel 1404, Ladislao intrattenne dei colloqui a Breslavia con Venceslao IV di Boemia, dimostratosi disponibile a restituire la Slesia alla Polonia se il re lo avesse sostenuto nella sua lotta per il potere all'interno del Sacro Romano Impero. Ladislao rifiutò l'accordo con l'accordo dei nobili polacchi e della Slesia, non volendo sobbarcarsi nuovi impegni militari in occidente.

#### Guerra polacco-lituano-teutonica

Battaglia di Grunwald, olio su tela di Jan Matejko.

Nel dicembre del 1408, Ladislao e Vitoldo si incontrarono per discutere nel castello di Navahrudak, dove decisero di fomentare una rivolta in Samogizia contro il dominio teutonico per attirare le forze tedesche lontano dalla Pomerelia. Ladislao promise di ricompensare il cugino per il suo sostegno restituendo la Samogizia alla Lituania nel primo trattato di pace utile firmato in futuro. La rivolta, iniziata nel maggio del 1409, provocò dapprima una scarsa reazione da parte di Marienburg, ancora non consolidatosi per bene in Samogizia; tuttavia, a giugno i propri diplomatici si impegnarono a esercitare pressioni alla corte di Ladislao a Oborniki, avvertendo i suoi nobili del coinvolgimento polacco in una guerra tra Lituania e l'ordine. Ladislao, ad ogni modo, scavalcò i suoi nobili e informò il nuovo Gran maestro Ulrich von Jungingen che se i cavalieri avessero agito usando la forza la Samogizia, la Polonia sarebbe intervenuta. Questo spinse l'ordine a rilasciare una dichiarazione di guerra contro la Polonia il 6 agosto, ricevuta da Ladislao il 14 agosto a Nowy Korczyn.
I castelli a guardia del confine settentrionale versavano in pessime condizioni, tanto che i cavalieri riuscirono senza grossi sforzi a conquistare Złotoryja, Dobrzyń e Bobrowniki, centro principale della Terra di Dobrzyń, mentre i coloni tedeschi invitarono i guerrieri a giungere a Bydgoszcz (in tedesco Bromberg). Ladislao giunse sul posto alla fine di settembre, riconquistò Bydgoszcz nel giro di una settimana, e fece i conti con l'ordine l'8 ottobre. Durante l'inverno, i due eserciti si prepararono per un grande scontro: il re installò un deposito di approvvigionamento strategico a Płock in Masovia e costruì un ponte mobile per trasportare i rifornimenti lungo il fiume Vistola.
Nel frattempo, entrambe le parti inscenarono un complesso gioco diplomatico. I cavalieri inviarono lettere ai monarchi d'Europa, predicando la loro solita crociata contro i pagani; Ladislao, nelle sue missive, tacciava l'ordine di manie di grandezza e che se questo avesse potuto, avrebbe progettato di conquistare il mondo intero. Tali appelli riuscirono a reclutare molti cavalieri stranieri in entrambi gli schieramenti. Venceslao IV di Boemia firmò un trattato difensivo con i polacchi contro Marienburg; suo fratello, Sigismondo di Lussemburgo, si alleò con i teutonici e dichiarò guerra alla Polonia il 12 luglio, sebbene i suoi vassalli ungheresi disertarono la sua chiamata alle armi.

#### Battaglia di Grunwald

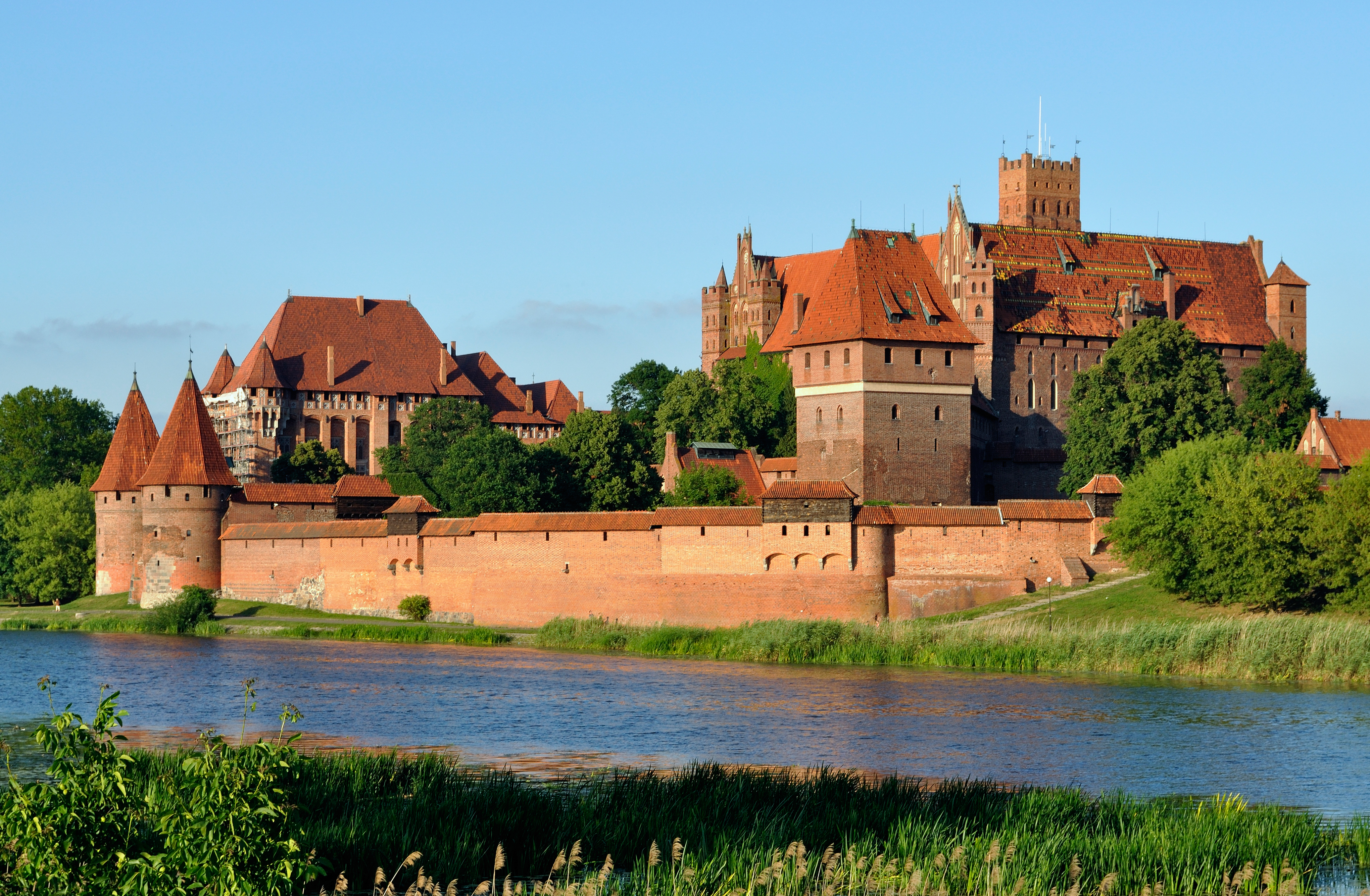
Il castello dell'ordine teutonico presso Marienburg

Quando la guerra riprese nel giugno del 1410, Ladislao avanzò nel cuore dello Stato monastico alla testa di un esercito di circa 20.000 nobili a cavallo, 15.000 cittadini comuni armati e 2.000 cavalieri professionisti assoldati principalmente in Boemia. Dopo aver attraversato la Vistola sul ponte di barche a Czerwińsk, le sue truppe incontrarono quelle di Vitoldo, ovvero gli 11.000 cavalieri leggeri lituani, ruteni e tartari. L'esercito teutonico contava quasi 18.000 cavalieri, per lo più tedeschi, e 5.000 fanti. Il 15 luglio, nella battaglia di Grunwald, uno degli scontri più decisivi e determinanti del Basso Medioevo, gli alleati ottennero una vittoria così travolgente che le forze dell'ordine teutonico furono pressoché annientate, con la maggior parte dei comandanti chiave ostili uccisi in combattimento, tra cui l'Hochmeister Ulrich von Jungingen e il Landmarschall Friedrich von Wallenrode. Secondo quanto riferito dalle testimonianze coeve, gli uomini defunti nella carneficina superavano ampiamente le migliaia in entrambi i contingenti.
La strada per la capitale Marienburg era a quel punto spianata; per ragioni che le fonti non chiariscono, Ladislao esitò a proseguire subito. Il 17 luglio, il suo esercito iniziò una faticosa avanzata, giungendo alle porte di Marienburg solo il 25 dello stesso mese, quando il nuovo Gran maestro, Heinrich von Plauen, aveva già riorganizzato la difesa della fortezza. L'apparente indifferenza dell'assedio che ne seguì, annullato da Ladislao il 19 settembre, è stata attribuita in vario modo all'inespugnabilità delle fortificazioni, alle alte cifre delle vittime tra i lituani, alla riluttanza del re a rischiare ulteriori perdite, o al suo desiderio di mantenere l'ordine indebolito ma imbattuto, affinché non si sconvolgessero gli equilibri di potere tra la Polonia (alla quale molto verosimilmente sarebbe spettata la maggior parte dei possedimenti dell'ordine se fosse stato totalmente sconfitto) e la Lituania. Ad ogni modo, la penuria di fonti pregiudica qualsiasi spiegazione esaustiva.

#### Malumori interni

Conflitto polacco e lituano con la Prussia teutonica, 1377-1434

Le ostilità cessarono nel 1411 con il primo trattato di Toruń, in cui né la Polonia né la Lituania riuscirono a sfruttare la notevole posizione di vantaggio assunta a scapito dei vinti, con grande dispiacere dei nobili polacchi. La Polonia riconquistò la Terra di Dobrzyń, la Lituania riprese la Samogizia, mentre alla Masovia andò una piccola fetta di terreno oltre il fiume Wkra. La maggior parte del territorio dell'ordine teutonico, tuttavia, comprese le città che si erano arrese, rimase estraneo alle disposizioni del trattato. Ladislao procedette in seguito a rilasciare molti cavalieri e funzionari teutonici di alto rango per riscatti pagati a cifre tutto sommato modeste. La spesa totale per i riscatti, comunque sia, si rivelò un grave scossone al già fragile bilancio dello Stato monastico. L'opposizione della szlachta non tardò a farsi sentire dopo il 1411, ulteriormente alimentata dalla concessione della Podolia, da sempre contesa tra Polonia e Lituania, a Vitoldo, e dall'assenza del re che per due anni si stanziò in Lituania.
Nel tentativo di aggirare le critiche, Ladislao promosse il portavoce dei suoi oppositori, il vescovo Mikołaj Trąba, all'arcivescovado di Gniezno nell'autunno del 1411 e lo rimpiazzò a Cracovia con Wojciech Jastrzębiec, un sostenitore di Vitoldo. Inoltre, cercò di attrarre a sé più alleati in Lituania: su questo spirito, fu firmata l'Unione di Horodło il 2 ottobre 1413, la quale decretò che il Granducato di Lituania fosse "legato in maniera permanente e irreversibile al nostro Regno di Polonia" e concesse ai nobili cattolici della Lituania privilegi pari a quelli della nobiltà polacca. L'atto includeva una clausola che vietava alla szlachta di eleggere un monarca senza il consenso dei nobili lituani, e a questi ultimi di nominare un granduca senza aver consultato e ricevuto il placet dal monarca polacco.

#### Ultimi conflitti
Nel 1414 scoppiò un nuovo conflitto a intermittenza, passato alla storia come "guerra della fame": si trattò di uno scontro in cui trovò larga applicazione la tattica della terra bruciata di campi e mulini; ad ogni modo, sia i teutonici che i lituani apparivano troppo esausti dalla guerra precedente per rischiare una grande battaglia, e i combattimenti cessarono in autunno. Le ostilità rimasero sopite fino al 1419, durante il Concilio di Costanza, quando si impose con insistenza il legato pontificio.
Il concilio si rivelò un punto di svolta nelle crociate teutoniche, come per altri conflitti europei. Vitoldo inviò una delegazione nel 1415, tra cui il metropolita di Kiev e dei testimoni samogiti; questi giunsero a Costanza alla fine di quell'anno, affermando di preferire "un battesimo con l'acqua piuttosto che con il sangue". Gli inviati polacchi, tra cui Mikołaj Trąba, Zawisza Czarny e Paweł Włodkowic, esercitarono pressioni per porre fine alla conversione forzata dei pagani e alle incursioni dell'ordine in Europa orientale. A seguito dell'intervento della delegazione polacco-lituana, il consiglio, sebbene scosso dal sermone di Włodkowic in cui interrogava la platea sulla legittimità stessa dell'esistenza dello Stato monastico, rigettò la richiesta dell'ordine di un'ulteriore crociata e affidò invece la conversione dei samogiti al clero del Granducato.
Il contesto sociopolitico in cui avvenne l'incontro a Costanza verté inoltre la rivolta degli hussiti boemi, i quali consideravano la Polonia un alleato nelle loro guerre contro Sigismondo, l'imperatore eletto e nuovo re di Boemia. Nel 1421, la dieta boema dichiarò deposto Sigismondo e offrì formalmente la corona a Ladislao a condizione che accettasse i principi religiosi dei Quattro Articoli di Praga, cosa che non era disposto a fare. Dopo il suo rifiuto, Vitoldo fu postulato (ovvero eletto in contumacia) re boemo, ma assicurò a Giovanni XXIII la sua non adesione al credo eretico. Tra il 1422 e il 1428, il nipote di Ladislao, Zygmund Korybut, tentò di insediarsi nella Boemia, dilaniata dalle devastazioni intestine, senza riportare successo.
Nel 1422, Ladislao si impegnò in un altro conflitto, la cosiddetta guerra di Gollub, contro l'ordine teutonico, sconfiggendolo in meno di due mesi prima che i rinforzi imperiali potessero giungere da Marienburg. Il trattato di Melno che ne risultò pose fine una volta per tutte alle rivendicazioni dei teutonici sulla Samogizia e definì una demarcazione permanente tra la Prussia e la Lituania, oltre a siglare l'irreversibile crisi a cui andò pian piano incontro lo Stato monastico. Alla Lituania fu assegnata la provincia della Samogizia, incluso il porto di Palanga, ma la città di Klaipėda restò ai tedeschi. Tale confine rimase in gran parte invariato per circa 500 anni, fino al 1920. I termini di quest'accordo, tuttavia, vennero percepiti più come una sconfitta che come una vittoria, soprattutto a seguito della rinuncia di Ladislao alle rivendicazioni polacche sulla Pomerania, sulla Pomerelia e sulla Terra di Chełmno, ricevendo invece in cambio la sola città di Nieszawa. Il trattato di Melno chiuse il capitolo delle lotte dei cavalieri con la Lituania, ma non compì passi decisivi per risolvere a lungo termine le contese con la Polonia. Ulteriori disordini sporadici scoppiarono tra la Polonia e i cavalieri tra il 1431 e il 1435.
I rapporti tra Lituania e Polonia raggiunsero una nuova crisi nel 1429, quando al congresso di Luc'k Sigismondo propose di elevare Vitoldo da granduca a re di Lituania. Si trattava di un placet non di poco conto, visto con favore in Lituania dal momento che il paese avrebbe potuto auspicare a una maggiore autonomia all'interno del regno; di tutt'altro avviso era invece la szlachta, che temeva di perdere l'influenza di recente acquisita su Vilnius. Vitoldo accettò l'offerta della corona, ma le forze polacche intercettarono il trasporto al confine tra la Polonia e la Lituania e la situazione precipitò in uno stallo politico e diplomatico. La posizione di Ladislao in merito alla questione non è mai stata chiarita del tutto: sembra però che personalmente il sovrano non fosse avverso all'incoronazione di Vitoldo e anzi avesse dato anche il suo beneplacito, ma apparentemente non osò agire in aperta opposizione alla nobiltà polacca pur cercando di mediare tra le parti. In ogni caso dopo mesi di intense trattative l'incoronazione non si concretizzò, e Vitoldo morì poco dopo nel 1930.
Con la morte del cugino, Ladislao fu libero di esercitare il suo diritto sulla successione lituana, sostenendo suo fratello Švitrigaila come nuovo granduca. Nel giro di due anni però, Švitrigaila si ribellò e, forte del sostegno dell'ordine teutonico e dei nobili insoddisfatti della vecchia Rus' di Kiev, cercò di liberarsi dal dominio polacco e regnare come granduca indipendente in Lituania. I polacchi, sotto la guida del vescovo Zbigniew Oleśnicki, occuparono la Podolia, assegnata da Ladislao alla Lituania nel 1411, e la Volinia. Spinto dalla frangia filo-polacca della nobiltà lituana, Ladislao fu obbligato a nominare come granduca Sigismund, fratello di Vitoldo, evento che portò a una lotta armata per la successione lituana perdurata anni dopo la morte di Ladislao.

### Successione e morte

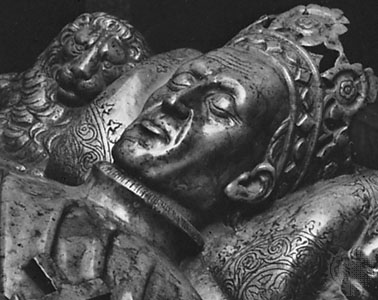
Sarcofago di Ladislao II Jagellone nella Cattedrale del Wawel

Su richiesta della morente Edvige, la quale non diede alcun erede a Ladislao, il re sposò una nobildonna stiriana, Anna di Celje. Questa si spense nel 1416, lasciando una figlia, Edvige. Nel 1417, Ladislao sposò Elisabetta Granowska, defunta nel 1420 senza dargli un figlio, e due anni dopo, Sofia Alšėniškė (nipote di Julijona Alšėniškė, la seconda moglie di Vitoldo), da cui nacquero due figli. La morte nel 1431 della giovane Edvige, l'ultima erede di sangue Piast, diede a Ladislao il diritto di rendere i figli avuti da Sofia Alšėniškė suoi eredi, sebbene tale azione gli fu consentita solo dopo aver assegnato ai nobili polacchi nuovi privilegi per garantirsi il loro appoggio, nello specifico il diritto a un equo processo giudiziario in caso di accusa di un qualsivoglia crimine inoltrata a un membro della szlachta, in quanto formalmente la monarchia rimaneva di natura elettiva.
Durante una battuta di caccia nella Terra di Przemyśl nel 48º anno del suo regno, Ladislao si ammalò (nelle fonti si parla di un raffreddore particolare) e non seppe riprendersi. Alla fine, si spense a Grodek nel 1434, e venne seppellito nella Cattedrale del Wawel a Cracovia. La sua morte pose fine nell'immediato all'unione personale tra Polonia e Lituania, con la prima che passò in mano al figlio maggiore, Ladislao III, e la seconda al minore, Casimiro, entrambi ancora minorenni all'epoca.

## Trattamento

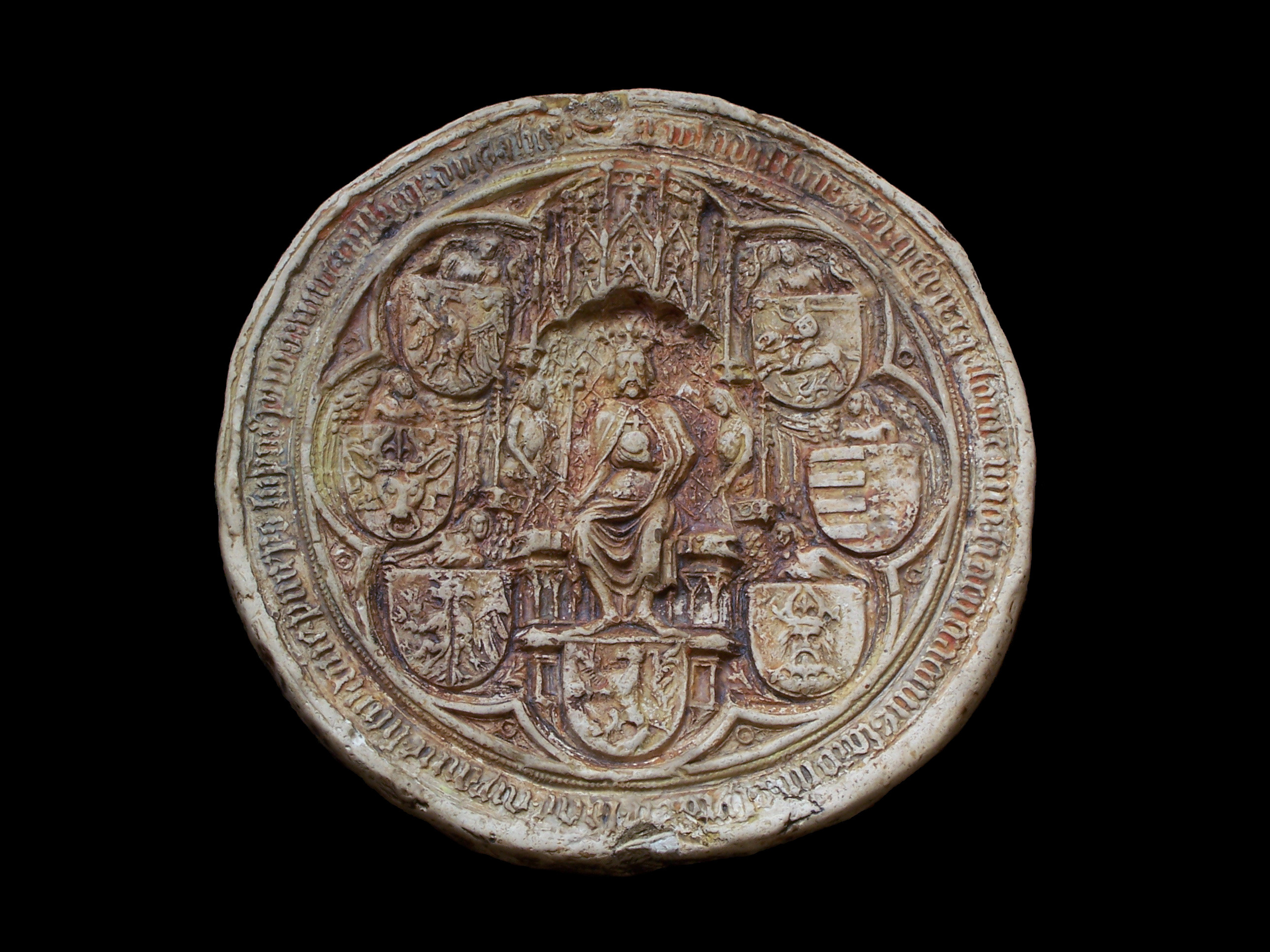
Sigillo reale di Ladislao II Jagellone (copia dell'originale conservato nell'Archiwum Uniwersytetu Jagiellońskiego)

In qualità di monarca regnante su due stati e su diversi gruppi etnici, Ladislao è conosciuto sotto una varietà di nomi, designazioni e titoli. In Lituania era chiamato con il suo nome di nascita Jogaila (in lituano Jogaila Algirdaitis). Jogaila ereditò il rango di granduca di Lituania, un ruolo che lo poneva al di sopra di tutti gli altri nobili e duchi locali come regnante supremo del paese. In questa veste ottenne una serie mista di titoli, come registrato in diversi documenti cattolici dell'epoca: furst, herczog, rex e dux, preceduti dagli aggettivi gross, obirster, supremus e magnus. In patria il titolo più utilizzato era quello di didysis kunigaikštis (da kunigaikštis, un termine che trova una certa affinità con la variante germanica könig, mentre didysis conferiva un tono ancor più nobile), traducibile come granduca o gran principe. Nei territori della Rutenia, abitati da gruppi etnici slavi e non lituani, e nei paesi circostanti come la Moldavia i sudditi e i regnanti solevano definirlo invece ospodaro. In bielorusso era chiamato Ягайла (Jahajła).
Dopo il suo battesimo e il suo matrimonio con Edvige nel 1386, assunse il nome di Ladislao II Jagellone (in polacco Władysław II Jagiełło, in latino Wladislaus o Ladislaus). L'unione gli fece ottenere jure uxoris il titolo di re di Polonia, che mantenne anche in seguito alla morte di Edvige. Con l'elezione al trono polacco Ladislao intendeva riunire nella sua figura il ruolo di re di Polonia e di granduca di Lituania, ma ciò scatenò delle rivolte da parte dei duchi lituani. Nel 1392 con il trattato di Astrava, Ladislao riconobbe allora a suo cugino Vitoldo il titolo di granduca (magnus dux), che avrebbe dovuto agire in suo nome e sotto la sua supremazia, coniando per sé il titolo superiore di duca supremo (dux supremus).
Il suo titolo reale in latino era: Wladislaus Dei gracia rex Polonie necnon terrarum Cracovie, Sandomirie, Syradie, Lancicie, Cuiavie, Lithuanie princeps supremus, Pomoranie Russieque dominus et heres etc. (in italiano "Ladislao per grazia di Dio re di Polonia e delle terre di Cracovia, Sandomierz, Sieradz, Łęczyca, Cuiavia, supremo principe di Lituania, signore e erede di Pomerania e Rutenia, ecc.").

## Famiglia
Jogaila apparteneva alla famiglia lituana dei Gediminidi. Dopo essere asceso al trono polacco con il nome di Ladislao II Jagellone diede origine alla dinastia degli Jagelloni. Di seguito è riportato l'albero genealogico del sovrano con i suoi ascendenti e discendenti più prossimi. Per ogni componente, è indicato, ove nota, data di nascita e di morte. Con  si indica la data del matrimonio.
| Gediminas 1275 circa 1341 | Gediminas 1275 circa 1341 |                                 |                                 | Jewna 1280 circa 1344 | Jewna 1280 circa 1344 |  |  | Alessandro I di Tver' 1301 22 ott 1339 | Alessandro I di Tver' 1301 22 ott 1339 |                                                 |                                                 | Anastasia di Galizia | Anastasia di Galizia |
|                           |                           |                                 |                                 |                       |                       |  |  |                                        |                                        |                                                 |                                                 |                      |                      |
|                           |                           |                                 |                                 |                       |                       |  |  |                                        |                                        |                                                 |                                                 |                      |                      |
|                           |                           | Algirdas 1296 circa maggio 1377 | Algirdas 1296 circa maggio 1377 |                       |                       |  |  |                                        |                                        | Ul'jana Aleksandrovna Trevskaja 1330 circa 1392 | Ul'jana Aleksandrovna Trevskaja 1330 circa 1392 |                      |                      |
|                           |                           |                                 |                                 |                       |                       |  |  |                                        |                                        |                                                 |                                                 |                      |                      |
|                           |                           |                                 |                                 |                       |                       |  |  |                                        |                                        |                                                 |                                                 |                      |                      |
|                           |                           |                                 |                                 |                       |                       |  |  |                                        |                                        |                                                 |                                                 |                      |                      |

| 1 Edvige di Polonia 1374 17 luglio 1399 18 feb 1386 | 1 Edvige di Polonia 1374 17 luglio 1399 18 feb 1386 | 2 Anna di Cilli 1380/81 21 maggio 1416 29 gen 1402 | 2 Anna di Cilli 1380/81 21 maggio 1416 29 gen 1402 | Jogaila/Ladislao II Jagellone 1352/1362 1 giu 1434 | Jogaila/Ladislao II Jagellone 1352/1362 1 giu 1434 | 3 Elisabetta Granowska 1372 12 maggio 1420 2 maggio 1417 | 3 Elisabetta Granowska 1372 12 maggio 1420 2 maggio 1417 | 4 Sofia Alšėniškė 1405 circa 21 set 1461 7 feb 1422 | 4 Sofia Alšėniškė 1405 circa 21 set 1461 7 feb 1422 |
|                                                     |                                                     |                                                    |                                                    |                                                    |                                                    |                                                          |                                                          |                                                     |                                                     |
|                                                     | 1                                                   |                                                    | 2                                                  |                                                    | 4                                                  |                                                          | 4                                                        |                                                     | 4                                                   |
| Elisabetta Bonifacia 22 giu 1399 13 lug 1399        | Elisabetta Bonifacia 22 giu 1399 13 lug 1399        | Edvige Jagellona 8 apr 1408 8 dic 1431             | Edvige Jagellona 8 apr 1408 8 dic 1431             | Ladislao III 31 ott 1424 10 nov 1444               | Ladislao III 31 ott 1424 10 nov 1444               | Casimiro 16 mag 1426 2 mar 1427                          | Casimiro 16 mag 1426 2 mar 1427                          | Casimiro IV 30 nov 1427 7 giu 1492                  | Casimiro IV 30 nov 1427 7 giu 1492                  |

### Fratelli
Fratellastri:
- Andrej (XIV secolo - 12 agosto 1399), principe di Pskov 1342 - 1349, Polack 1349 - 1387, governatore di Novgorod 1394 - 1396
- Demetrio I Staršij (Dmitrij; 1327 - 12 maggio 1399 nella battaglia del fiume Vorskla), principe di Trubčevsk 1357 - 1399, Brjansk 1357 - 1379, Starodub 1370 - 1399, Druck 13?? - 13??
- Costantino (morto prima del 30 ottobre 1390), principe di Czartorysk. Secondo Jan Tęgowski, sarebbe figlio di Karijotas.[78]
- Vladimir (XIV secolo - dopo ottobre 1398), principe di Vicebsk - 1367, Kiev 1367 - 1394, Kopyl' e Sluck 1394-1398
- Teodoro (XIV secolo - 1394/1400), principe di Rylsk 1370 - 1399, Ratno 1387 - 1394, Brjansk 1393

Fratelli:
- Skirgaila (Iwan; ca 1354 - 11 gennaio 1397 Kiev), principe di Trakai 1382 - 1392, Polack 1387-1394, Kiev 1394 - 1397, reggente del Granducato di Lituania 1387 - 1392
- Kaributas (Korybut Demetrius, Dimitri; ca 1355 - dopo 1404), principe di Novhorod-Sivers'kyj 1386 - 1392/93
- Lengvenis (Lingwen Simon; ca 1356 - dopo il 19 giugno 1431), principe di Mscislaŭ, reggente di Velikij Novgorod
- Karigaila (Korygiello Kazimierz, Casimir; ca 1364/67 - 1390), principe di Mscislaŭ, reggente
- Vygantas (Wigunt Aleksander; ca 1372 - 28 giugno 1392), principe di Kernavė
- Švitrigaila (Swidrygiello, Svitrigaylo, Boleslaw; ca 1370 - 10 febbraio 1452 Luc'k), principe di Vicebsk 1392 - 1393, 1430 - 1436, Podolia 1400 - 1402, Novhorod-Sivers'kyj 1404 - 1408, 1420 - 1438, Černihiv 1419 - 1430, Granduca di Lituania 1430 - 1432, signore di Volinia 1437 - 1452

Sorelle:
- Teodora (Fedora; XIV secolo), sposatasi con Sviatoslav di Karačev
- Agrypina (1342 o prima - 1393?)
- Kenna (Joanna; ca 1351 - 27 aprile 1367), sposatasi con Casimiro IV di Pomerania
- Elena (ca 1357/60 - 15 settembre 1437), sposatasi con Vladimir di Mosca nel 1372, principessa di Serpuchov (1371/1372 - 1410)
- Maria (nata ca 1363), principessa di Lituania, sposatasi con Vaidila e poi con Davide di Gorodec
- Wilheida (Caterina; ca 1369/74 - dopo il 4 aprile 1422), sposatasi con Giovanni II di Meclemburgo-Stargard nel 1388
- Alessandra (ca 1368/70 - 19 giugno 1434), sposatasi con Siemowit IV di Masovia nel 1387, duchessa di Masovia
- Edvige (ca 1375 - dopo il 1407), sposatasi con il duca Giovanni III di Oświęcim nel 1394

### Consorti e figli
Ladislao si sposò nel 1386 con Edvige di Polonia (Jadwiga, 1374-1399) da cui ebbe un'unica figlia, Elzbieta-Bonifacja (nata e morta infante nel 1399).
Nel 1402 si risposò con Anna di Cilli (1386-1416), una nobildonna slovena, nipote di Casimiro III di Polonia, e la cui madre, Anna contessa di Cilli, era morta nel 1425 senza eredi maschi. Dal matrimonio nacque una figlia, Edvige (Jadwiga, 1408-1431), che fu fidanzata a Federico II di Brandeburgo, ma che morì prima di sposarlo, forse avvelenata dalla matrigna Sofia.
La terza moglie fu Elisabetta di Pilica (Elżbieta Granowska z Pileckich, 1372-1420) dalla quale non ebbe figli.
La quarta moglie fu Sofia Alšėniškė (1405-1462), una nobildonna proveniente dalla Lituania. Benché Ladislao avesse, all'epoca, più di sessant'anni, Sofia gli diede tre figli maschi: Ladislao III Jagellone (1424-1444), re di Polonia (1434-1444) e Ungheria (1440-1444); Casimiro (1426 - 1427), morto infante; e Casimiro IV di Polonia (1427-1492), Granduca di Lituania (1440-1492), Re di Polonia (1447-1492). Secondo alcune malelingue, che mettevano in dubbio la possibilità di Ladislao di concepire figli a un'età così avanzata, la donna avrebbe intrattenuto relazioni extraconiugali con amanti quali Hińcza di Rogów, Piotr Kurowski, Wawrzyniec Zaręba, Jan Kraska, Jan Koniecpolski e i fratelli Piotr e Dobiesław di Szczekociny. Il caso venne presentato davanti a una corte e Sofia giurò e venne dichiarata innocente.

## Regno e lascito
Durante la vita di Ladislao accaddero eventi di rilevanza significativa: il battesimo della Lituania, la battuta di arresto dei teutonici e l'affermazione di una nuova e duratura dinastia.
Ladislao riunì durante il suo regno sotto un'unica corona la Lituania e la Polonia, gettando le basi per la secolare unione polacco-lituana. Fu lui infatti il capostipite della dinastia degli Jagelloni, casata che governò entrambi gli stati fino al 1572, divenendo una delle più influenti nell'Europa del tardo Medioevo e della prima età moderna. La prosecuzione del rapporto di collaborazione tra i due stati avviata da Ladislao culminò con l'Unione di Lublino del 1569 in cui, seppur non de iure e pur preservando varie istituzioni separate, la Lituania confluiva nella Polonia, formando una potenza di primo piano nell'Europa orientale.
Al momento dell'unione con Edvige, Ladislao abbracciò la fede cattolica, a cui fece seguito una conversione della corte, dei nobili e dell'intera popolazione lituana. Quest'evento segnò il tassello finale per la Lituania, ultimo paese in Europa ancora fedele alle religioni ataviche, nel lungo processo di cristianizzazione, ed ebbe grandi ripercussioni storiche, avvicinando culturalmente il paese gli stati occidentali e allontanandolo dalla sfera di influenza dei principati russi di fede ortodossa.

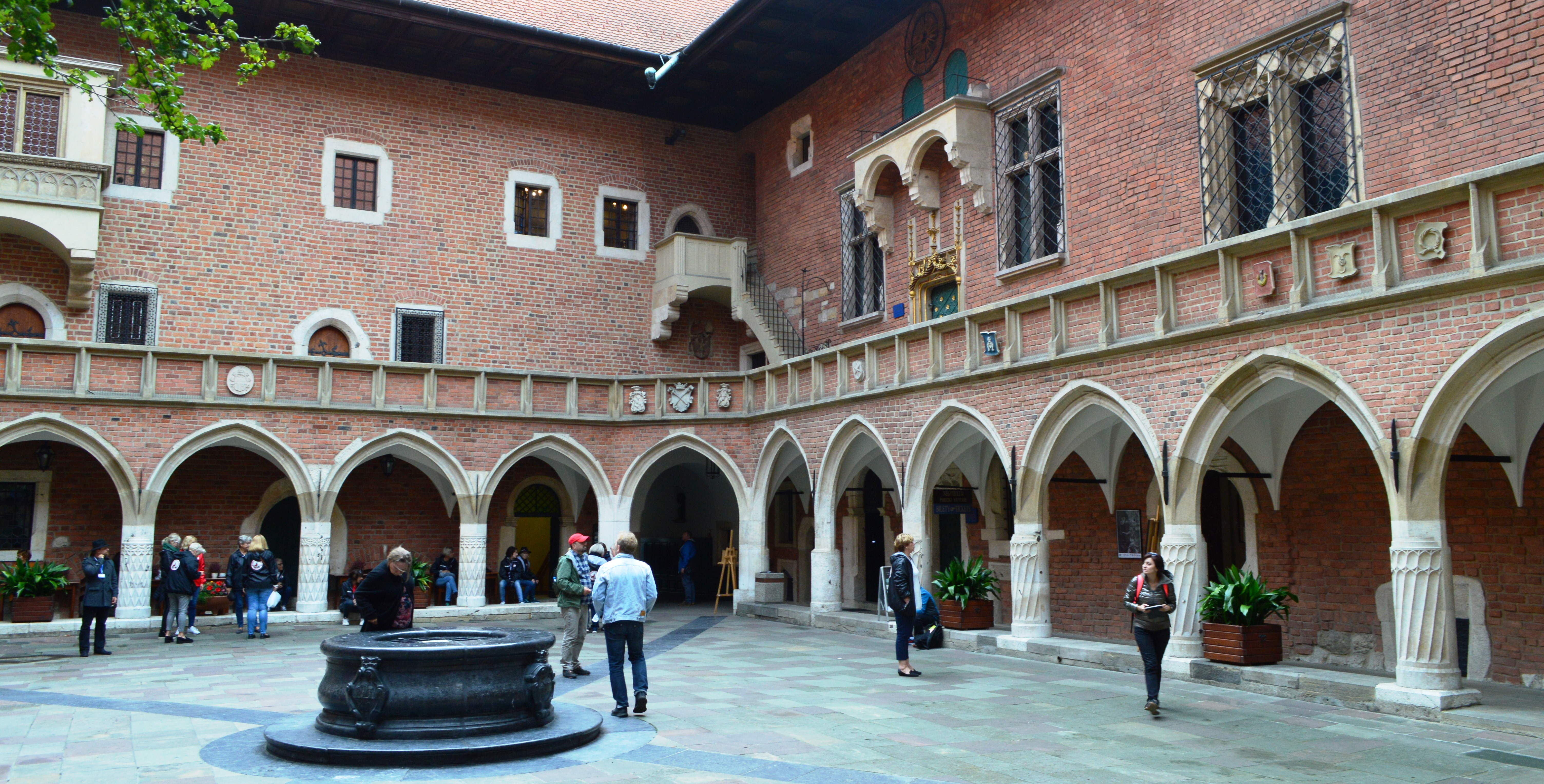
Scorcio del collegio novum nell'Università Jagellonica

Ladislao II Jagellone si preoccupò di far fiorire la Lituania e la Polonia a livello commerciale e culturale. L'influenza e la posizione dei mercanti tedeschi si fece sentire in maniera molto forte tra la fine del 1300 e l'inizio del 1400, soprattutto di quelli provenienti dal grande centro di Riga. Le principali rotte percorse dai commercianti portavano da Polack alla Masovia, dalla Galizia alla Prussia, dalla Livonia nell'odierna Bielorussia. Svariate città erano sorte proprio su tali strade, le quali spesso seguivano il corso dei fiumi. Persino i cavalieri teutonici finirono per auspicare che alcuni di questi insediamenti non venissero intaccati dai conflitti (le cosiddette vredeweg, le strade della pace). I proventi derivanti dalla vendita di cibo, cavalli e cera risultarono fondamentali per finanziare le campagne belliche in Lituania. Attraverso le colonie italiane del Mar Nero, la Polonia entrò in più stretti rapporti commerciali anche con gli stati e i mercanti italiani, i quali abbastanza numerosi cominciarono ad affluire in Polonia.
Il sovrano si fece inoltre promotore di un'intensa attività di promozione artistica e scientifica. Per la civiltà polacca ebbe un enorme impatto il rinnovamento dell'Università di Cracovia, avviato da Edvige e continuato dopo la sua morte dallo stesso Ladislao, tanto che l'istituzione gli è ancora oggi dedicata con il nome di Università Jagellonica. L'apertura di Ladislao a scambi e influenze con le potenze europee occidentali si dimostrò fondamentale in ambito culturale, scientifico e artistico e culminò dopo il suo regno nel cosiddetto secolo d'oro polacco: grazie infatti al matrimonio di Sigismondo I Jagellone, nipote di Ladislao, con Bona Sforza nel 1518, duchessa legata all'importante casato meneghino, vari intellettuali giunsero dalla penisola e diffusero nel regno i canoni dell'Umanesimo e del Rinascimento.
Innumerevoli conflitti lo tennero impegnato per quasi tutto il corso della sua vita, prima in Lituania in giovane età contro il cugino e poi quando giunse a Cracovia contro nemici situati al di là dei confini nazionali. In termini di politica estera, Ladislao non riuscì ad assestare il colpo definitivo allo Stato monastico dei cavalieri teutonici, pur avendone avuto in teoria la possibilità, ma ne accelerò il declino facendo emergere allo stesso tempo la potenza dello stato polacco. Il ribaltamento di forze è testimoniato dal fatto che a circa un secolo di distanza Alberto I di Prussia (1490-1568) accettò di effettuare un celebre omaggio al sovrano del tempo, Sigismondo I, al fine di preservare il Ducato di Prussia per sé e per i suoi eredi in un rapporto di vassallaggio con Cracovia. La battaglia di Grunwald del 1410 ebbe un grande impatto in epoca successiva e soprattutto nel Novecento, tanto che fu girata nel 1960 una celebre pellicola intitolata I cavalieri teutonici, la quale ripropone gli eventi avvenuti e ha rappresentato una pietra miliare nella storia cinematografica nella Polonia. Nel film, invero influenzato dalla propaganda sovietica che tendeva a proporre lo scontro come una lotta tra gli slavi e il sempiterno nemico tedesco, Ladislao viene presentato come un sovrano sicuro e forte di sé, specie nell'episodio delle due spade che oggi, tra l'altro, costituiscono il simbolo del comune di Grunwald.

## Storiografia

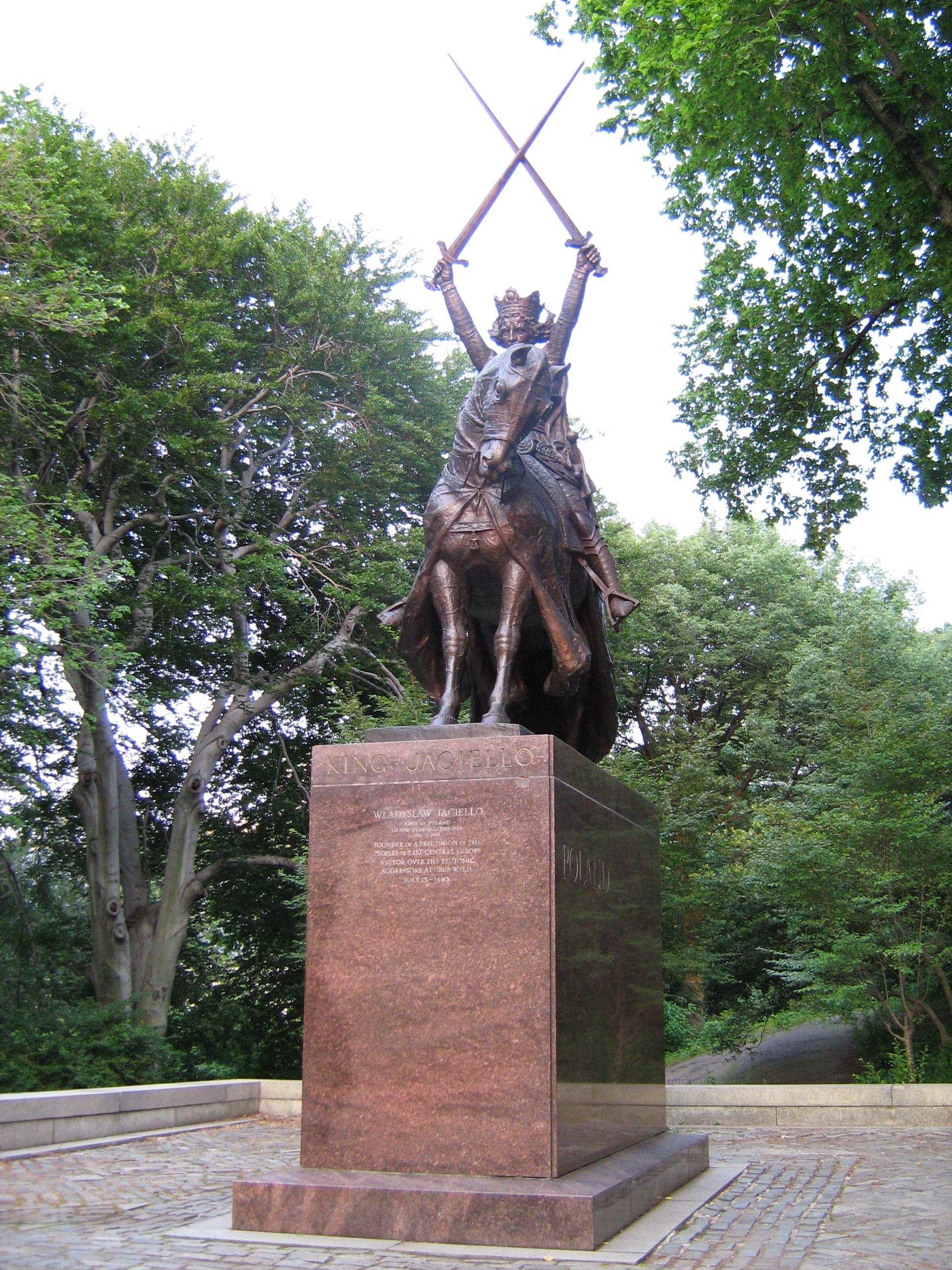
Statua di Ladislao II che sguaina le due spade in combattimento a cavallo durante la battaglia di Grunwald, situata al Central Park di New York.

La storiografia ha trasmesso di Ladislao l'immagine di una figura controversa. Gli osservatori contemporanei in Polonia, come Jan Długosz o Zbigniew Oleśnicki, ne fornirono un giudizio critico in quanto per loro era un regnante straniero, ritenuto tirannico, rozzo e barbaro, e un tempo pagano; ciononostante il sovrano si dimostrò rispettoso delle tradizioni polacche e si accattivò le simpatie della nobiltà con concessioni e privilegi, tanto che al termine del suo regno anche i suoi oppositori più critici non poterono che ammirare la sua onestà al servizio del regno, le sue virtù cristiane, il suo controllo, e la sua pietà. La storiografia polacca e occidentale più recente tende quasi unanimemente a incensarlo.
Un simile atteggiamento non si rintraccia in quella lituana, in cui Jogaila è solitamente bollato come traditore e personaggio alieno e ambiguo. Questo quadro si è formato soprattutto nel corso della presa di coscienza nazionalistica lituana del XIX secolo, molto critica dell'unione con la Polonia promossa dal sovrano che avrebbe leso la Lituania a livello nazionale, politico e culturale. La sua figura viene spesso messa in opposizione a quella del cugino Vitoldo, che regnò sulla Lituania come Granduca cercando di salvaguardarne l'indipendenza, e che viene osannato dal nazionalismo storico come "Vitoldo il Grande". Anche gli storici russi del XIX secolo, di regola, tendevano a considerare Ladislao un uomo di scarsa intelligenza e dal carattere debole. Forse tale descrizione si deve alla considerazione che Ladislao dovette costantemente convivere con la presenza opprimente della szlachta, la quale avrebbe tra l'altro acquisito sempre maggiori diritti fino alla nascita della Confederazione polacco-lituana in cui il potere degli aristocratici divenne tale da trasformare la monarchia da dinastica a elettiva e da limitare grandemente la sfera di influenza dei sovrani.
La storiografia contemporanea tende a fornire di Ladislao un giudizio più vario e articolato, che esula da letture di parte e stereotipate. Pur essendo uno dei sovrani meglio conosciuti della sua epoca, gli storici affermano che per poterne dare un quadro completo molto ancora resta da studiare e da approfondire del suo regno e della sua vita. Il rapporto del sovrano con la Lituania è uno degli aspetti più dibattuti e per cui è criticato. Oggi è accertato che Jogaila accettò il titolo di re di Polonia con l'approvazione di tutti i suoi parenti e consiglieri, inclusi Skirgaila e Vitoldo, che come lui inizialmente pensarono di ottenerne dei vantaggi. Anche dopo essere salito al trono, Jogaila rimase molto legato alla sua patria e alle sue radici, tanto che non imparò mai fluentemente il polacco e si esprimeva in lituano con Vitoldo e con i sudditi del Granducato. La sua continua presenza e interesse negli affari lituani gli procurò d'altronde aspre critiche in Polonia, con Długosz che lo accusava di amare la sua patria e di anteporre il suo bene a quello del regno.
Indipendentemente dal giudizio riservato al sovrano, Ladislao è ritenuto un'importante figura storica, determinante nella storia della Lituania e della Polonia, e, insieme a Vitoldo, il sovrano più illustre dell'Europa orientale nel XIV e XV secolo.

## Ascendenza
|                        |                    |                          | Genitori              |  |  | Nonni |  |  | Bisnonni |  |  | Trisnonni |  |
|                        |                    |                          |                       |  |  |       |  |  | Butvydas |  |  | …         |  |
|                        |                    |                          |                       |  |  |       |  |  | Butvydas |  |  | …         |  |
|                        |                    | …                        |                       |  |  |       |  |  | Butvydas |  |  |           |  |
| Gediminas              |                    |                          |                       |  |  |       |  |  | Butvydas |  |  |           |  |
|                        |                    | …                        | …                     |  |  |       |  |  |          |  |  |           |  |
|                        |                    | …                        | …                     |  |  |       |  |  |          |  |  |           |  |
|                        |                    | …                        | …                     |  |  |       |  |  |          |  |  |           |  |
| Algirdas               |                    | …                        |                       |  |  |       |  |  |          |  |  |           |  |
|                        |                    | Ivan di Polack           | …                     |  |  |       |  |  |          |  |  |           |  |
|                        |                    | Ivan di Polack           | …                     |  |  |       |  |  |          |  |  |           |  |
|                        |                    | Ivan di Polack           | …                     |  |  |       |  |  |          |  |  |           |  |
| Jewna di Polack        |                    | Ivan di Polack           |                       |  |  |       |  |  |          |  |  |           |  |
|                        |                    | …                        | …                     |  |  |       |  |  |          |  |  |           |  |
|                        |                    | …                        | …                     |  |  |       |  |  |          |  |  |           |  |
|                        |                    | …                        | …                     |  |  |       |  |  |          |  |  |           |  |
| Ladislao II di Polonia |                    | …                        |                       |  |  |       |  |  |          |  |  |           |  |
|                        | Michail Jaroslavič | Jaroslav III di Vladimir |                       |  |  |       |  |  |          |  |  |           |  |
|                        | Michail Jaroslavič | Jaroslav III di Vladimir |                       |  |  |       |  |  |          |  |  |           |  |
|                        | Michail Jaroslavič | Ksenija                  |                       |  |  |       |  |  |          |  |  |           |  |
| Alessandro I di Tver'  | Michail Jaroslavič |                          |                       |  |  |       |  |  |          |  |  |           |  |
|                        |                    | Anna di Kašin            | Dimitrij Borisovič    |  |  |       |  |  |          |  |  |           |  |
|                        |                    | Anna di Kašin            | Dimitrij Borisovič    |  |  |       |  |  |          |  |  |           |  |
|                        |                    | Anna di Kašin            | …                     |  |  |       |  |  |          |  |  |           |  |
| Uliana di Tver'        |                    | Anna di Kašin            |                       |  |  |       |  |  |          |  |  |           |  |
|                        |                    | Jurij I di Galizia       | Leone I di Galizia    |  |  |       |  |  |          |  |  |           |  |
|                        |                    | Jurij I di Galizia       | Leone I di Galizia    |  |  |       |  |  |          |  |  |           |  |
|                        |                    | Jurij I di Galizia       | Costanza d'Ungheria   |  |  |       |  |  |          |  |  |           |  |
| Anastasia di Galizia   |                    | Jurij I di Galizia       |                       |  |  |       |  |  |          |  |  |           |  |
|                        |                    | Eufemia di Cuiavia       | Casimiro I di Cuiavia |  |  |       |  |  |          |  |  |           |  |
|                        |                    | Eufemia di Cuiavia       | Casimiro I di Cuiavia |  |  |       |  |  |          |  |  |           |  |
|                        |                    | Eufemia di Cuiavia       | Eufrosina di Opole    |  |  |       |  |  |          |  |  |           |  |
|                        |                    | Eufemia di Cuiavia       |                       |  |  |       |  |  |          |  |  |           |  |

### Annotazioni
1. 1 2 3 4  Il numero esatto di figli avuti da Ladislao con Sofia è una vexata quaestio in storiografia. Mentre taluni escludono l'esistenza di un secondo figlio morto giovane,[6][80] la maggior parte degli studiosi ritiene che Ladislao e Sofia ebbero un figlio nel 1426, di nome Casimiro, morto già nel 1427 per cause incerte: questo spiegherebbe perché si registra nello stesso anno la nascita di un altro bambino con il medesimo nome.[81][82][83]
2. ↑  Ladislao non fu il primo sovrano cristiano della Lituania. Si rintracciano infatti due casi nel XIII secolo, Vaišvilkas (figlio del primo sovrano in assoluto del Paese baltico, Mindaugas), e il suo successore Švarnas. Quando il regno di quest'ultimo cessò nel 1269, per circa centoventi anni la Lituania rimase uno stato pagano. Tuttavia, a Ladislao spetta comunque il primato di primo granduca cattolico, mentre i due sopraccitati erano di fede ortodossa.[2][3]
3. ↑  Lo storico John Meyendorff suggerisce che Jogaila fosse già un cristiano ortodosso: "Nel 1377 Olgierd [Algirdas per i lituani] morì, lasciando il Gran Principato a suo figlio Jagiello, un cristiano ortodosso..."[18] Demetrio, tuttavia, stabilì come condizione del matrimonio che Jogaila "abbracciasse il credo ortodosso e che diffondesse il cristianesimo a tutti i suoi sudditi".[19]
4. ↑  Edvige fu in realtà incoronata re di Polonia (rex poloni), poiché il sistema politico polacco non prevedeva alcunché in relazione alla figura di un'eventuale regina regnante.[20]
5. ↑  Esso "riflette l'eccezionale lungimiranza delle élite politiche che governano entrambi i paesi".[26] Fu "una scommessa alla cieca di Jogaila per scongiurare una sottomissione in apparenza inevitabile".[27]
6. ↑  La scritta latina recita: S[igillum] Wladislaus Dei Gra[tia] Rex Polonie n[ec]no[n] t[er]raru[m] Cracovie Sa[n]domi[ri]e Syradie La[n]ci[ci]e Cuyavie Litwanie p[ri]nceps sup[re]m[us] Pomoranie Russieq[ue] d[omi]n[u]s et h[e]r[e]s e[tc].
7. ↑  La Lituania stava già vivendo, a differenza della Polonia, una fase di grande splendore da quando al potere vi era stato il nonno di Ladislao, Gedimino (1275-1341).[105]

### Fonti
1. 1 2 3 4 5  Bojtár, p. 182.
2. ↑  (EN) Jonė Deveikė, The Legal Aspect of the Last Religious Conversion in Europe, in The Slavonic and East European Review, vol. 32, n. 78, dicembre 1953,  pp. 117-131.
3. ↑  (EN) V. Stanley Vardys, Christianity in Lithuania, in Lituanus, vol. 34, n. 3, Antanas V. Dundzila, autunno 1988,  p. 39, ISSN 0024-5089 (WC · ACNP). URL consultato il 10 aprile 2021 (archiviato dall'url originale il 29 luglio 2020).
4. 1 2 3 4  Bojtár, pp. 180-186.
5. ↑  (EN) Bartek Pytlas, Radical Right Parties in Central and Eastern Europe, Routledge, 2015,  p. 95, ISBN 978-1-317-49585-7.
6. 1 2 3 4 5 6 7 8 9 10 11 12 13 14 15 16 17 18 19 20 21 22 23  (EN) Vanda Sruogienė-Sruoga, Jogaila (1350-1434), in Lituanus, vol. 33, n. 4, Antanas V. Dundzila, inverno 1987, ISSN 0024-5089 (WC · ACNP). URL consultato il 7 febbraio 2006 (archiviato dall'url originale il 20 settembre 2020).
7. 1 2  (LT) Regina Statkuvienė, Jogailaičiai. Kodėl ne Gediminaičiai?, su 15min.lt, 9 novembre 2018. URL consultato il 5 settembre 2020.
8. ↑  Potašenko, p. 30.
9. ↑  Tęgowski, pp. 124-125.
10. 1 2  Stone, p. 4.
11. ↑  (EN) Jonė Deveikė, The Lithuanian Diarchies, in The Slavonic and East European Review, vol. 28, n. 71, aprile 1950,  pp. 392-405.
12. ↑  Rowell (1994), p. 68.
13. ↑  Plokhy, p. 46.
14. ↑  Davies, p. 436.
15. 1 2 3 4 5 6 7  Rowell (2000), pp. 709-712.
16. ↑  Bojtár, p. 181.
17. 1 2  (EN) Giedrė Mickūnaitė, Making a Great Ruler: Grand Duke Vytautas of Lithuania, Central European University Press, 2006,  pp. 20-21, ISBN 96-37-32658-8.
18. ↑  Meyendorff, p. 205.
19. ↑  Dvornik, p. 304.
20. 1 2 3 4  Stone, p. 8.
21. ↑  Lukowski e Zawadzki, p. 48.
22. ↑  Dvornik, p. 305.
23. ↑  Lukowski e Zawadzki, p. 40.
24. ↑  Lukowski e Zawadzki, p. 46.
25. ↑  Frost, p. 50.
26. ↑  Kłoczowski, p. 55.
27. ↑  Lukowski e Zawadzki, p. 41.
28. 1 2  Lukowski e Zawadzki, pp. 33, 45.
29. ↑  Davies, p. 477.
30. 1 2 3 4  Kłoczowski, pp. 54-57.
31. 1 2 3 4 5 6 7  Jasienica, pp. 80-146.
32. ↑  Jasienika, pp. 74-80.
33. ↑  Dvornik, p. 349.
34. ↑  Magocsi, p. 134.
35. 1 2 3 4  Plokhy, p. 98.
36. 1 2  Housley, p. 354.
37. 1 2  Sedlar, p. 388.
38. 1 2 3 4  Cristini, pp. 3-10.
39. 1 2 3 4 5  Stone, p. 10.
40. 1 2  Rowell (2000), p. 732.
41. ↑  Dvornik, p. 224.
42. 1 2 3 4  Dvornik, pp. 310-314.
43. ↑  (EN) Jeffrey Anderson, Angevin Dynasties of Europe 900-1500: Lords of the Greater Part of the World, The Crowood Press, 2019,  p. 409, ISBN 978-0-7198-2926-0.
44. 1 2   Giovanni Battista Ramusio, Navigazioni e viaggi, vol. 3, G. Einaudi, 1978,  p. 740, ISBN 88-06-51136-X.
45. 1 2 3  Jasienica, pp. 103-105.
46. 1 2 3 4 5 6  Stone, p. 11.
47. ↑  (EN) Peter Francis Kenny, Monarchs, Xlibris Corporation, 2016,  p. 328, ISBN 978-1-5144-4375-0.
48. ↑  (EN) Università di Varsavia, Quaestiones Medii Aevi Novae, vol. 11, Wydawn. DiG, 2006,  p. 421.
49. ↑  Karwaslinska e Zakrzewski, p. 21.
50. ↑  Jasienica, pp. 106-107.
51. ↑  Delbrück, p. 526.
52. ↑  Jasienica, p. 108.
53. ↑  Jasienica, p. 110.
54. ↑  Stone, p. 16.
55. ↑  Turnbull e McBride, p. 7.
56. 1 2  Stone, p. 17.
57. ↑  Cristini, pp. 87-88.
58. ↑  Jasienica, pp. 113-120.
59. ↑  Carpini, p. 79.
60. 1 2  (EN) The Polish Review, vol. 28-29, Istituto polacco delle arti e delle scienze in America, 1983,  p. 68.
61. 1 2 3 4  Jasienica, pp. 121-124.
62. ↑  Housley, p. 361.
63. ↑  Rowell (2000), p. 733.
64. ↑  Kłoczowski, p. 73.
65. ↑  Housley, pp. 351-361.
66. ↑  Bideleux e Jeffries, pp. 233-235.
67. ↑  Turnbull e McBride, pp. 11-12.
68. ↑  Jasienica, p. 130.
69. 1 2 3 4  (EN) Giedrė Mikūnaitė, Making a Great Ruler: Grand Duke Vytautas of Lithuania, Central European University Press, 2006,  pp. 68-72, ISBN 9637326588.
70. ↑  Carpini, pp. 80-81.
71. ↑  (EN) Emil Niederhauser e Pal Body, A History of Eastern Europe Since the Middle Ages, Social Science Monographs, 2003,  p. 73, ISBN 0-88033-532-7.
72. ↑  Prazmowska, p. 72.
73. ↑  Sedlar, p. 282.
74. ↑  Rowell (2000), p. 711.
75. ↑  Rowell (1994), pp. 65-69.
76. ↑   Tommaso Talenti, Corrispondenza del lucchese Tommaso Talenti segretario intimo del re di Polonia con Carlo Barberini, 2ª ed., Sette città, 2003,  p. 587, ISBN 88-86-09161-3.
77. ↑  (EN) Leon Koczy, University of Cracow: Documents Concerning Its Origins, General Sikorski Historical Institute, 1966.
78. ↑  (EN, DE) Thomas Wünsch e Andrzej Janeczek, On the Frontier of Latin Europe: Integration and Segregation in Red Ruthenia, 1350-1600 / An der Grenze des lateinischen Europa: Integration und Segregation in Rotreußen, 1350-1600, Institute of Archaeology and Ethnology of the Polish Academy of Sciences, University of Constance, 2004,  p. 137, ISBN 83-89-49917-7.
79. ↑  (EN) William L. Urban, Tannenberg and After: Lithuania, Poland, and the Teutonic Order in Search of Immortality, Lithuanian Research and Studies Center, 1999,  p. 296, ISBN 0-929700-25-2.
80. ↑  (EN) Natalia Nowakowska, Remembering the Jagellionians, Routledge, 2018,  p. 29, ISBN 978-1-351-35657-2.
81. ↑  (EN) Žanna Nekraševič-Karotkaja, Artistic Expression of the Translatio imperii Concept in the Latin Epic Poetry of the Polish-Lithuanian Commonwealth in the 16th Century and the European Literary Context, in Essays on the Spread of Humanistic and Renaissance Literary Civilization in the Slavic World (15th-17th Century), Firenze University Press, 2020,  p. 84, ISBN 978-88-5518-198-3.
82. 1 2  Koziara, p. 40.
83. ↑  Tęgowski, p. 139.
84. ↑  Frost, p. 185.
85. ↑  Koziara, p. 55.
86. ↑  (EN) Patrice M. Dabrowski, Poland: The First Thousand Years, Cornell University Press, 2014,  p. 77, ISBN 978-15-01-75740-2.
87. ↑   Jan Władysław Woś, Politica e religione nella Polonia tardo medioevale, Dipartimento di scienze filologiche e storiche, 2000,  p. 17, ISBN 88-84-43098-4.
88. 1 2   Mario Rosa e Marcello Verga, La storia moderna: 1450-1870, Pearson Italia, 2003,  p. 70, ISBN 88-42-49553-0.
89. ↑  Dvornik, pp. 348-349.
90. ↑  (EN) Joseph B. Koncius, Vytautas the Great: Grand Duke of Lithuania, Franklin Press, 1964,  p. 162.
91. 1 2 3  Rowell (1994), p. 295.
92. 1 2   Ladislao II o Vladislao Jagellone, re di Polonia, in Enciclopedia Italiana, Roma, Istituto dell'Enciclopedia Italiana.
93. ↑   Gerardo Cioffari, Bona Sforza: donna del Rinascimento tra Italia e Polonia, Bari, 2000,  pp. 82-93.
94. ↑   Costanzo Rinaudo, Rivista storica italiana, vol. 120, 1-2, Edizioni scientifiche italiane, 2008,  p. 461.
95. ↑   Serge Vanvolsem, L'italiano oltre frontiera, Leuven University Press, 2000,  p. 319, ISBN 90-5867-083-X.
96. ↑  (EN) Robert Westman, The Copernican Question: Prognostication, Skepticism, and Celestial Order, University of California Press, 2020,  p. 144, ISBN 978-05-20-35569-9.
97. ↑   Biagio Salvemini e Francesco Benigno, Progetto storia – Tempi e problemi, Gius. Laterza & Figli Spa, 2002,  p. 29, ISBN 88-42-11471-5.
98. ↑  (EN) Robert Westman, The Copernican Question: Prognostication, Skepticism, and Celestial Order, University of California Press, 2020,  p. 145, ISBN 978-05-20-35569-9.
99. ↑  (PL) Maria Dąbrowska e Tadeusz Drewnowski, Dzienniki: 1958-1965, Czytelnik, 1988,  p. 217, ISBN 83-07-00974-X.
100. ↑  (EN) Knights of the Teutonic Order - Aleksander Ford, su culture.pl. URL consultato il 17 aprile 2021.
101. ↑  Carpini, pp. 81-82.
102. ↑  (EN) Frank Northen Magill e Alison Aves, Dictionary of World Biography: The Middle Ages, Routledge, 1998,  p. 1003, ISBN 1-57958-041-6.
103. ↑  (EN) Instytut Zachodni, Polish Western Affairs, vol. 28, IZ, 1987,  p. 216.
104. 1 2  (EN) Saulius A. Suziedelis, Historical Dictionary of Lithuania, 2ª ed., Scarecrow Press, 2011,  p. 144, ISBN 978-08-10-87536-4.
105. ↑  (EN) Andrejs Plakans, A Concise History of the Baltic States, Cambridge University Press, 2011,  p. 95, ISBN 978-1-139-86718-4.
106. ↑  (EN) Virgil Krapauskas, Nationalism and Historiography: The Case of Nineteenth-century Lithuanian Historicism, East European Monographs, 2000,  p. 153, ISBN 0-88033-457-6.
107. ↑  Frost, p. 48.
108. ↑  Carpini, p. 82.
109. ↑  (EN) William Fiddian Reddaway, The Cambridge History of Poland, vol. 1, Octagon Books, 1978,  p. 243, ISBN 0-374-91250-5.
110. ↑   Gloria Pirzio Ammassari, Le terre di mezzo, FrancoAngeli, 2007,  p. 119, ISBN 978-88-46-48476-5.
111. ↑   Domenico Scafoglio, Le letterature popolari: prospettive di ricerca e nuovi orizzonti teorico-metodologici, Edizioni scientifiche italiane, 2002,  p. 80, ISBN 88-49-50172-2.